# Граф Тирконнелл

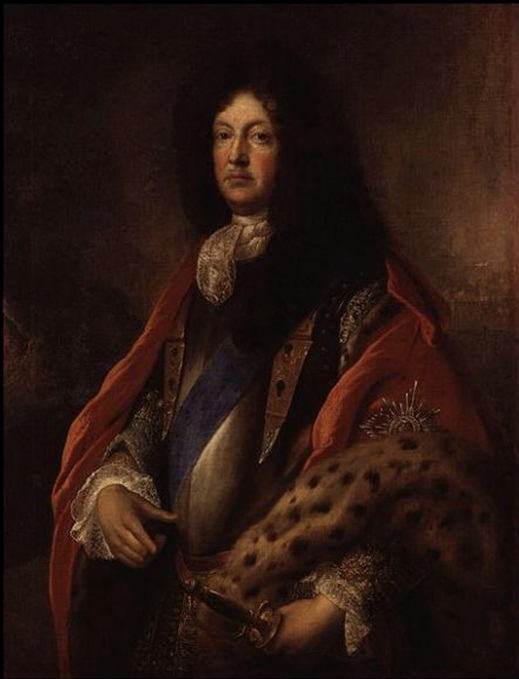
Ричард Тальбот, граф Тирконнелл (1630—1691), портрет Франсуа де Труа

Граф Тирконнелл (англ. Earl of Tyrconnell) — аристократический титул в системе Пэрства Ирландии, созданный четыре раза (1603, 1661, 1685 и 1761).

## История
27 сентября 1603 года новый король Англии Яков I Стюарт пожаловал ирландскому аристократу Рори О’Доннелу (1575—1608), королю Тирконнелла (1602—1607), титул графа Тирконнелла вместе с дочерним титулом барона Донегала для его наследника. В сентябре 1607 года Рори О'Доннел с семьей и своими сподвижниками бежал из Ирландии, а его владения в Ольстере были конфискованы английской короной. Рори О’Доннел скончался в следующем году в Риме. Титул графа Тирконнелла унаследовал его единственный сын Хью О’Доннел (1606—1642). В 1614 году английское правительство лишило Хью О’Доннела титулов графа Тирконнелла и барона Донегала.
20 апреля 1661 года титул графа Тирконнелла был воссоздан для ирландского аристократа Оливера Фицуильяма (ум. 1667), 2-го виконта Фицуильяма (1650—1667). В 1667 году после смерти бездетного Оливера Фицуильяма титул графа Тирконнелла прервался, а титул виконта унаследовал его младший брат Уильям Фицуильяма (ок. 1610—1670), 3-й виконт Фицуильям.
20 июня 1685 года титул графа Тирконнелла в третий раз был создан для сэра Ричарда Тальбота (1630—1691), младшего сына Уильяма Тальбота, 1-го баронета из Карлтона (1623—1634). В 1670 году после смерти своего старшего брата Роберта Тальбота, 2-го баронета (ок. 1610—1670), Ричард унаследовал титул 3-го баронета из Карлтона. Вместе с титулом графа Тирконнелла Ричард Тальбот получил титулы виконта Балтингласса и барона Тальботстоуна. В 1687—1689 годах Ричард Тальбот занимал пост английского наместника Ирландии. В 1691 году лорд Тирконнелл поддержал короля-католика Якова II Стюарта во время «Славной революции» и был лишен титула. Король Яков II Стюарт пожаловал в 1689 году Ричарду Тальботу титулы герцога Тирконнелла и маркиза Тирконнелла, но эти титулы признавались только якобитами.

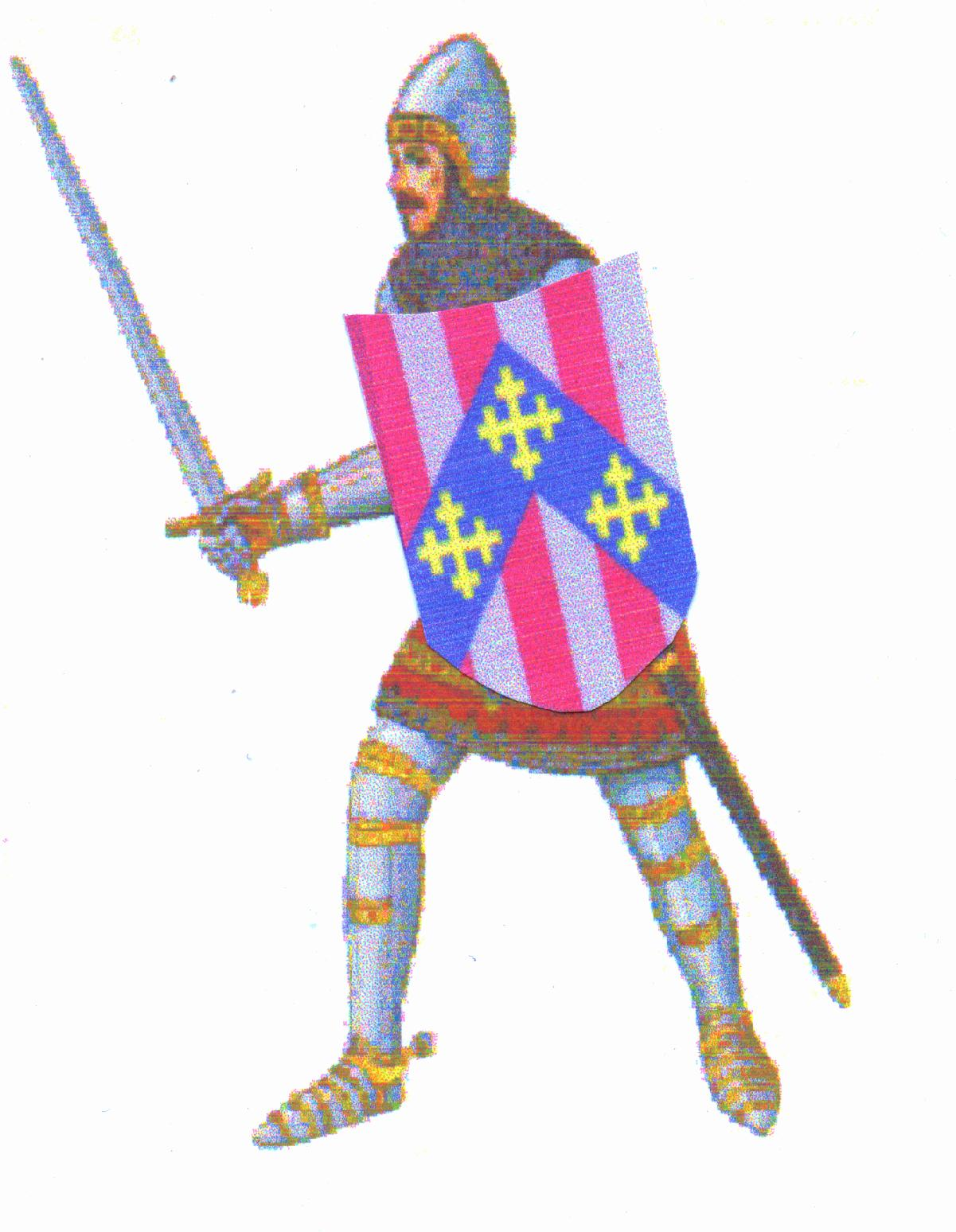
Изображение средневекового рыцаря на раннем гербе Карпентеров

1 мая 1761 года титул графа Тирконнелла был в четвертый раз создан для Джорджа Карпентера, 3-го барона Карпентера (1723—1762), вместе с дочерним титулом виконта Карлингфорда. Джон Карпентер был депутатом Палаты общин от Тондона в 1754—1762 годах. В 1749 году после смерти своего отца Джорджа Карпентера, 2-го барона Карпентера (1702—1749), он унаследовал титул барона Карпентера. Джордж Карпентер, 2-й барон Карпентер, заседал в Палате общин Великобритании от Морпета (1717—1727) и Вейбли (1741—1747).
В 1762 году ему наследовал его старший сын Джордж Карпентер, 2-й граф Тирконнелл и 4-й барон Карпентер (1750—1805). Он был депутатом Палаты общин Великобритании от Скарборо (1772—1796) и Берика-апон-Туида (1796—1801, 1801—1802). Его преемником стал его племянник, Джордж Карпентер, 3-й граф Тирконнелл (1788—1812). Он был старшим сыном морского офицера Чарльза Карпентера (1757—1803) и внуком Джорджа Карпентера, 1-го графа Тирконнелла. В 1812 году его преемником стал младший брат, Джон Карпентер, 4-й граф Тирконнелл (1790—1853). В 1853 году после смерти Джона Карпентера, не имевшего наследников, титул графа Тирконнелла прервался.
Джордж Карпентер, 1-й барон Карпентер (1657—1731) имел чин генерал-лейтенанта, он был главнокомандующим английских войск в Шотландии (1716—1724), а также заседал в Палате общин от Уитчерча (1715—1722) и Вестминстера (1715—1722).

## Графы Тирконнелл, первая креация (1603)
- 1603—1608: Рори О’Доннелл, 1-й граф Тирконнелл (1575 — 30 июля 1608), сын Хью О’Доннелла (ум. 1600), короля Тирконнелла (1566—1592), и Финолы Макдональд
- 1608—1642: Хью О’Доннелл, 2-й граф Тирконнелл (октябрь 1606 — август/сентябрь 1642), единственный сын предыдущего и Бриджит Фицджеральд, в 1614 году лишен титула.

## Графы Тирконнелл, вторая креация (1661)
- 1661—1667: Оливер Фицуильям, 1-й граф Тирконнелл (умер 11 апреля 1667), второй сын Томаса Фицуильяма, 1-го виконта Фицуильяма (1581—1650) и Маргарет Планкетт.

## Графы Тирконнелл, третья креация (1685)
- 1685—1691: Ричард Тальбот, 1-й граф Тирконнелл (1630 — 14 августа 1691), младший сын Уильяма Тальбота, 1-го баронета из Картона (ум. 1634), лишен титула в 1691 году.

## Бароны Карпентер (из Киллахи) (1719)
- 1719—1731: генерал-лейтенант Джордж Карпентер, 1-й барон Карпентер (10 февраля 1657 — 10 февраля 1732), второй сын Варнкомба Карпентера
- 1731—1749: Джордж Карпентер, 2-й барон Карпентер (26 августа 1702 — 12 июля 1749), единственный сын предыдущего
- 1749—1762: Джордж Карпентер, 3 барон Карпентер (26 августа 1723 — 9 марта 1762), единственный сын предыдущего, граф Тирконнелл с 1761 года.

## Графы Тирконнелл, четвертая креация (1761)
- 1761—1762: Джордж Карпентер, 1-й граф Тирконнелл (26 августа 1723 — 9 марта 1762), единственный сын 2-го барона Карпентера
- 1762—1805: Джордж Карпентер, 2-й граф Тирконнелл (30 июня 1750 — 15 апреля 1805), старший сын предыдущего
- 1805—1812: Джордж Карпентер, 3-й граф Тирконнелл (10 октября 1788 — 20 декабря 1812), старший сын Чарльза Карпентера (1757—1803) и внук Джорджа Карпентера, 1-го графа Тирконнелла, племянник предыдущего
- 1812—1853: Джон Делаваль Карпентер, 4-й граф Тирконнелл (16 декабря 1790 — 25 июня 1853), младший брат предыдущего.